# Yperlée
L’Yperlée (en néerlandais Ieperlee) est un canal et une rivière de Belgique située dans la province de Flandre-Occidentale reliant la ville d’Ypres au fleuve Yser. 

## Présentation
Le canal est long de 15 kilomètres.

## Géographie
À l’origine, il existait une petite rivière dont la source se situe près du mont Kemmel appelée Ipre ou Iepere qui signifiait « rivière aux ormes ». Jusqu’au Xe siècle, la rivière coulait directement vers la mer. Au XIe siècle, la rivière fut détournée vers l’Yser.
Le canal Plassendale-Nieuport emprunte d’ailleurs une partie de l’ancien lit de la rivière avant son détournement. 
Le canal est trop petit pour répondre aux besoins actuels et il n’est plus utilisé que pour la navigation de plaisance et par les pêcheurs.

## Histoire
L’Yperlée faisait partie de la ligne de front lors de la Première Guerre mondiale. 